# Conofeeder 300
Der Conofeeder 300 ist ein Feeder-Containerschiffstyp.

## Geschichte
Die Baureihe wurde Mitte der 1990er Jahre vom Schiffsingenieurbüro Conoship International in Groningen als Weiterentwicklung des Typs Conofeeder 200 entworfen. Gebaut wurde der Typ ab 1997 auf den niederländischen Werften Tille Scheepsbouw in Kootstertille und Niestern Sander in Delfzijl für verschiedene Reedereien. Der Schiffstyp wurde primär für Feederdienste entworfen, abhängig von der Bauvariante aber auch auf verschiedenen Mehrzweck-, Container- und Projektladungsdiensten sowie in der weltweiten Trampfahrt eingesetzt. Von der Fachpresse erhielt der Entwurf mehrere Auszeichnungen.
Eines der Schiffe, die Iran Shahed, erlangte im Mai 2015 durch seinen Einsatz als Hilfsschiff für den Jemen größere Bekanntheit.

## Technik
Die Baureihe wurde in zwei Varianten mit und ohne eigenes Ladegeschirr gebaut, wobei der Basistyp ohne Kräne entworfen wurde. Der einzelne kastenförmige Laderaum (box-shaped) mit einem Getreide-Rauminhalt von 4167 m³ ist für den Transport von Containern und den Transport von Gefahrgutcontainern ausgerüstet. Auf die serienmäßige Ausrüstung mit Cellguides wurde verzichtet. Durch die Form der Laderäume ist der Schiffstyp auch in der Schüttgut-, Zellulose- oder Paketholzfahrt einsetzbar. Darüber hinaus ist die Tankdecke für die Stauung von Schwergut verstärkt. Es wurden schwergutverstärkte hydraulisch betätigte Faltlukendeckel verwendet. Der Laderaum kann durch den Einsatz von Schotten und Zwischendecks unterteilt werden. Einige Einheiten wurden mit zwei an Backbord angebrachten 40-Tonnen-Kränen ausgerüstet, die gekoppelt betrieben werden können und die Übernahme von Schwergut- und Projektladungen bis zu 80 Tonnen erlauben.
Angetrieben werden die Schiffe der Baureihe von einem Wärtsilä-Viertakt-Dieselmotor, der auf einen Verstellpropeller wirkt. Die An- und Ablegemanöver werden durch ein Bugstrahlruder unterstützt.
Die Rümpfe wurden in Sektionsbauweise zusammengefügt.

## Die Schiffe (Auswahl)
| IJsseldijk  | Tille Scheepsbouw/316 | 9163594 | 4. Februar 1999    | Navigia Shipping, Groningen R. Schöning, Haren/Ems | als Batavier VI in Fahrt gesetzt, 2000 Ijsseldijk, 2004 William Mitchell, 2008 Sisu Capella, 2013 Al Hussein, so in Fahrt |
| Scheldedijk | Tille Scheepsbouw/317 | 9163609 | 9. Mai 1998        | Navigia Shipping, Groningen R. Schöning, Haren/Ems | als Batavier VII in Fahrt gesetzt, 1999 Scheldedijk, 1999 Batavier IX, 2000 Scheldedijk, 2004 Georg Mitchell, 2008 Sisu Cursa, 2013 Mag Excellence, 2013 Tunc, 2013 Selinay S, 2018 Maria Discovery, 2024 Karam, so in Fahrt |
| Keteldijk   | Niestern Sander/810   | 9187162 | 29. Dezember 1998  | Navigia Shipping, Groningen R. Schöning, Haren/Ems | 2000 Helen T, 2003 Keteldijk, 2004 Marc Mitchell, 2008 Sisu Canopus, 2013 Mag Pearl, 2023 Sea Pearl, so in Fahrt |
| Waaldijk    | Niestern Sander/811   | 9184718 | 3. März 1999       | Navigia Shipping, Groningen R. Schöning, Haren/Ems | 2004 Jan Mitchell, 2008 Sisu Castor, 2013 Mag Bride, 2018 Sea Bride |
| Radepoort   | Tille Scheepsbouw/318 | 9184689 | 14. September 1998 | Armawa, Groningen                                  | 2004 Tradepoort, 2007 Halifax Bay, 2010 Spirit of the Kimberley, 2011 Melville Bay, 2014 TAL Star |
| Radeplein   | Tille Scheepsbouw/323 | 9184706 | 27. Mai 1999       | Armawa, Groningen                                  | 2004 Arnarnes, 2006 AS Africa, 2008 OXL Scout, 2009 Scout, 2024 Pioneer |
| Radesingel  | Tille Scheepsbouw/320 | 9184691 | 12. Januar 1999    | Armawa, Groningen                                  | 2005 Iran Shahed |
| Friesedijk  | Tille Scheepsbouw/328 | 9201865 | 22. Oktober 1999   | Navigia Shipping, Groningen R. Schöning, Haren/Ems | 2000 Admiral Moon, 2001 Friesedijk, 2005 Serenada |